# Хайнрих LX Ройс-Кьостриц
Хайнрих LX Ройс-Кьостриц (на немски: Heinrich LX Prinz Reuss zu Köstritz; * 4 юли 1784 в Берлин; † 7 април 1833 в Дрезден) от род Дом Ройс е принц от младата линия на Ройс-Кьостриц, сеньор на „средния клон на линията“ Кьостриц.
Той е най-големият син на принц/княз Хайнрих XLIV Ройс-Кьостриц (1753 – 1832) и и първата му съпруга баронеса Вилхелмина фон Гойдер, нар. Рабенщайнер (1755 – 1790), дъщеря на фрайхер Фридрих Кристоф фон Гойдер, нар. Рабенщайнер (1710 – 1770) и Йохана Вилхелмина фон Бредов (1729 – 1758). Брат е на княз Хайнрих LXIII Ройс-Кьостриц (1786 – 1841) и полубрат na принц Хайнрих LXXIV Ройс-Кьостриц (1798 – 1886), Хайнрих XXXI Ройс-Кьостриц (1868 – 1929) и Августа Ройс-Кьостриц (1794 – 1855), от 1819 г. съпруга на херцог Хайнрих фон Анхалт-Кьотен (1778 – 1847).
Хайнрих LX Ройс-Кьостриц умира на 48 години на 7 април 1833 в Дрезден. Наследен е от брат му Хайнрих LXIII Ройс-Кьостриц като сеньор на „средния клон на линията“ Кьостриц.

## Фамилия
Хайнрих LX Ройс-Кьостриц се жени на 2 май 1819 г. в Каролат за принцеса Доротея фон Шьонайх-Каролат (* 16 ноември 1799, Каролат; † 5 октомври 1848, Гиздорф), дъщеря на 3. княз Хайнрих Карл Ердман фон Каролат-Бойтен (1759 – 1817) и Каролина фон Оертел (1769 – 1845). Те имат две дъщери:
- Каролина Хенриета Йохана Ройс (*4 декември 1820, Клемциг; † 15 юли 1912, Обервайзтриц), омъжена на 6 май 1844 г. в Клемциг за граф Карл фон Пюклер-Бургхаус, фрайхер фон Гродиц (* 9 юли 1817, Танхаузен; † 1 юли 1899, Обервайзтриц)
- Мария Вилхелмина Йохана Ройс (* 24 юни 1822, Клемциг; † 16 декември 1903, Гирсдорф, Силезия), омъжена на 26 май 1842 г. в Клемциг за граф Еберхард фон Щолберг-Вернигероде (* 11 март 1810; † 8 август 1872), син на граф Антон фон Щолберг-Вернигероде (1785 – 1854)